# Strigoderma costulipennis
Strigoderma costulipennis är en skalbaggsart som beskrevs av Bates 1888. Strigoderma costulipennis ingår i släktet Strigoderma och familjen Rutelidae. Inga underarter finns listade i Catalogue of Life.